# 須沢通
須澤 通（すざわ とおる、1944年 - ）は、日本の言語学者、ドイツ文学者、信州大学名誉教授。

## 略歴
1944年（昭和19年）長野県生まれ。1963年（昭和38年）長野県松本県ヶ丘高等学校を卒業。信州大学人文学部を経て、1971年（昭和46年）学習院大学文学部大学院人文科学研究科修了。1973年（昭和48年）から1976年（昭和51年）まで熊本大学講師、1976年（昭和51年）から1979年（昭和54年）まで信州大学講師、1979年（昭和54年）から1992年（平成4年）まで信州大学助教授、1992年（平成4年）から信州大学教授を務めた。信州大学名誉教授。2025年、瑞宝中綬章受章。

## 人物
南ドイツで医師として暮らす彼の教え子の一人は須澤の事をこう回想している。
「旧制松本高校時代の北杜夫氏が、望月市恵先生のもとでドイツ文学に傾倒していく姿が、『どくとるまんぼう青春記』に書かれています。そうして育てられた弟子達が、次の世代を育てる。そんな伝統のあるうちの独文独語は、兎に角厳しいので知られていました。専攻を決める時の面接で、４人の独文独語の教官陣に囲まれた。その中に「ここに書いてある動機は本当？」と何度もしつこく訊いてきた先生がいて、私は「本当です」と繰り返し答えながら、かなり憮然とした。それが、須澤先生との出会いでした。学部に上がった時、ドイツ語の教科書を開いて愕然としました。「歯が立たない」なんてものではない。語の原形がわからないから、辞書すら満足にひけない。さっぱり解らなくて、予習するにできず、そのまま先生の初授業に臨んだら、「次回もこうなら、もう僕の授業は一切とらないでもらう」と厳しく厳しく叱責されて、青ざめました。（中略）厳しいから学生達からは敬遠され、私の学年は独文独語を合わせても、たったの３人。何時間も掛かって、やっと数行しか訳せない。徹夜で予習した分が、授業の最初の半時間ももたないで終わってしまう。或る日、当てられて、泣きたい思いで「これ以上予習できませんでした」と言って怒声を待ったら、思いがけない事に、「何時間予習したんだ？」と訊かれた。「徹夜しました」と答えたら、先生は黙って次の学生を当てられた。（中略）余りの私の不出来ぶりに呆れ、私が地質学科に通い詰めていた事から、「お前は穴ばっかり掘っていて、脳みそまで掘ってきたのか」と言われたりもしましたが、実は陰では、教授会で私の地質通いが問題になると、一人で矢面に立って私の事を庇ってくれていたと聞いた事もあります。卒業後、ドイツ医学留学のための書類を用意するのに、これもまた教授会を通さねばならず、「120％無理に決まっている無駄な事に力を貸して」と先生まで非難を受けながらも、ただ一人私の味方となって、書類を揃えて下さったのだった。」

## 所属学会
- 日本独文学会

## 著書・共著
- 『ドイツ語史―社会・文化・メディアを背景として』 須澤通, 井出万秀　共著 2009年（郁文堂） ISBN 978-4261072907
- 『体験するドイツ語 : 初中級表現練習』 2005年（郁文堂） ISBN 978-4261012071
- 『はじめようドイツ語 : 初中級表現練習』 2006年（郁文堂） ISBN 978-4261012170
- 『あなたと私のドイツ語ディアローク』 須沢通 黒沢優子編 1998年 （同学社） ISBN 978-4810209556
- 『パルツィヴァール : 抜粋・訳注』 Wolfram von Eschenbach 著 須澤通 1987年 （大学書林） ISBN 978-4475014717
- 『中世初期および盛期の超地域語生成のあらわれ : 高地・低地ドイツ語において』 須沢通 河崎靖 編 2002年〔日本独文学会〕機関誌「Neue Beiträge zur Germanistik（ドイツ文学）」 別冊 2001年度秋季研究発表会シンポジウム報告

## 注・出典
1. 1 2 3   “須澤通 スザワ トオル - SOAR 研究者総覧｜信州大学学術情報 プロフィール”. 2016年5月4日閲覧。
2. ↑  高校15回（清沢教室）三八会　昭和38年卒（松本県ヶ丘高校　母校愛のリレー）
3. ↑  [P204.参照『昭和55年度会員録　長野県松本県ヶ丘高等学校同窓会』 - 社団法人　長野県松本県ヶ丘高等学校同窓会／編(1980.2)]
4. ↑  『官報』号外96号、平成7年4月30日
5. ↑  “令和7年春の叙勲 瑞宝中綬章受章者” (PDF).  内閣府. p. 11 (2025年4月29日). 2025年4月30日時点のオリジナルよりアーカイブ。2025年5月2日閲覧。
6. ↑  「須澤通・井出万秀「ドイツ語史」によせて」南西ドイツで暮らす日本人医師